# Помірні каурієві ліси Нортленду
Помірні каурієві ліси Нортленду (ідентифікатор WWF: AA0406) — австралазійський екорегіон помірних широколистяних та мішаних лісів, розташований на півночі Нової Зеландії.

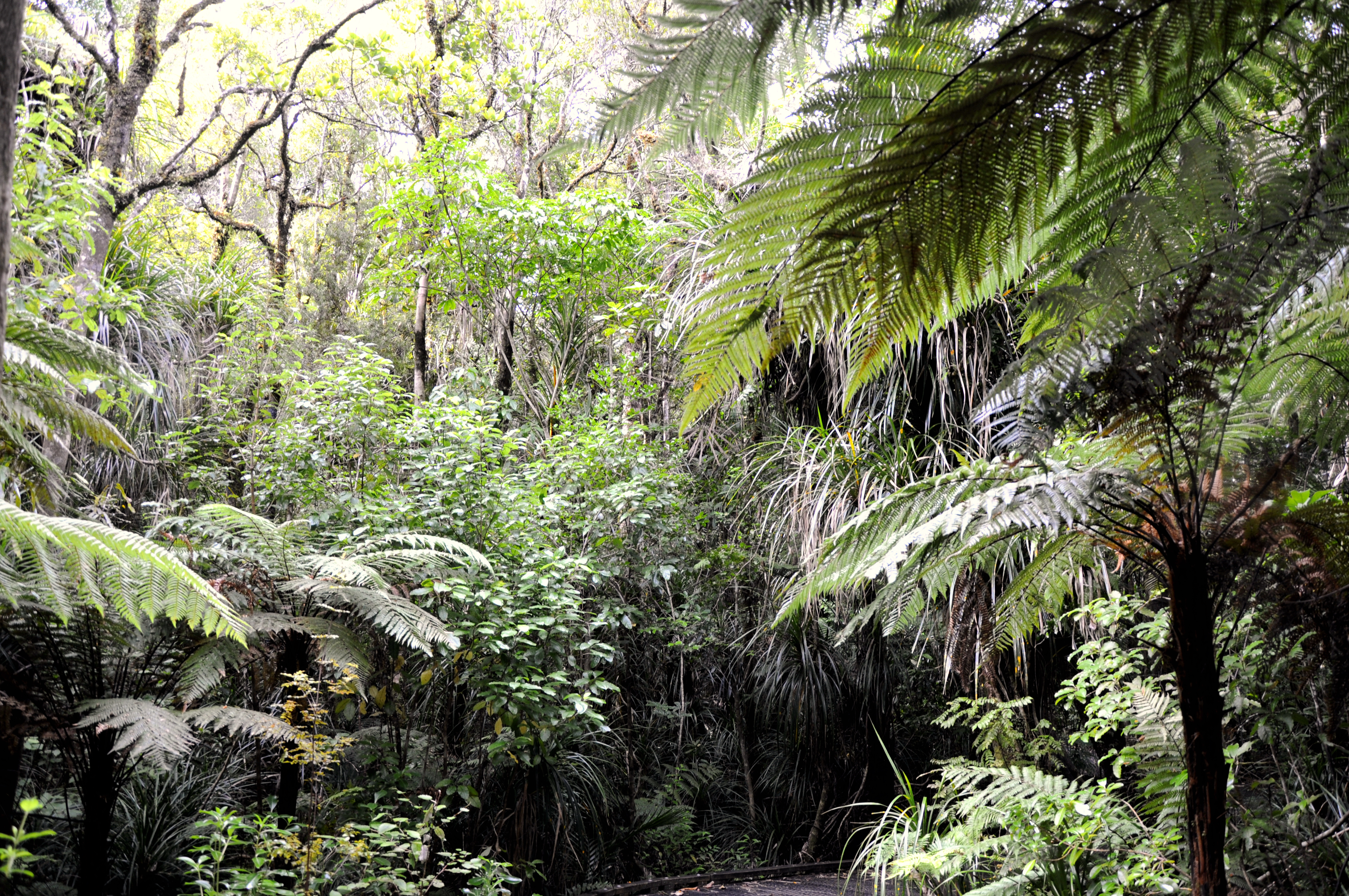
Ландшафт лісу Вайпуа

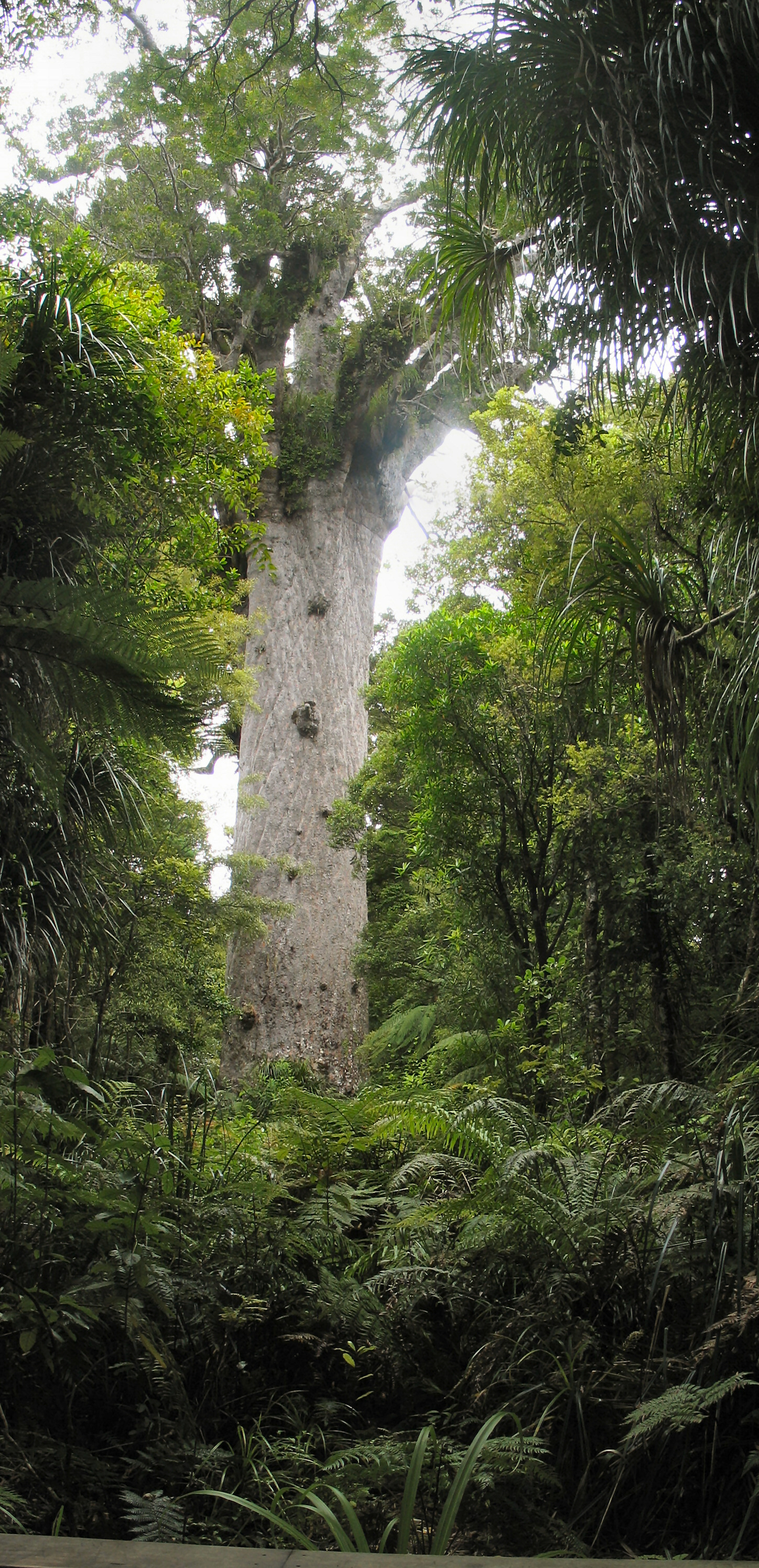
Новозеландське каурі (Agathis australis) у лісі Вайпуа

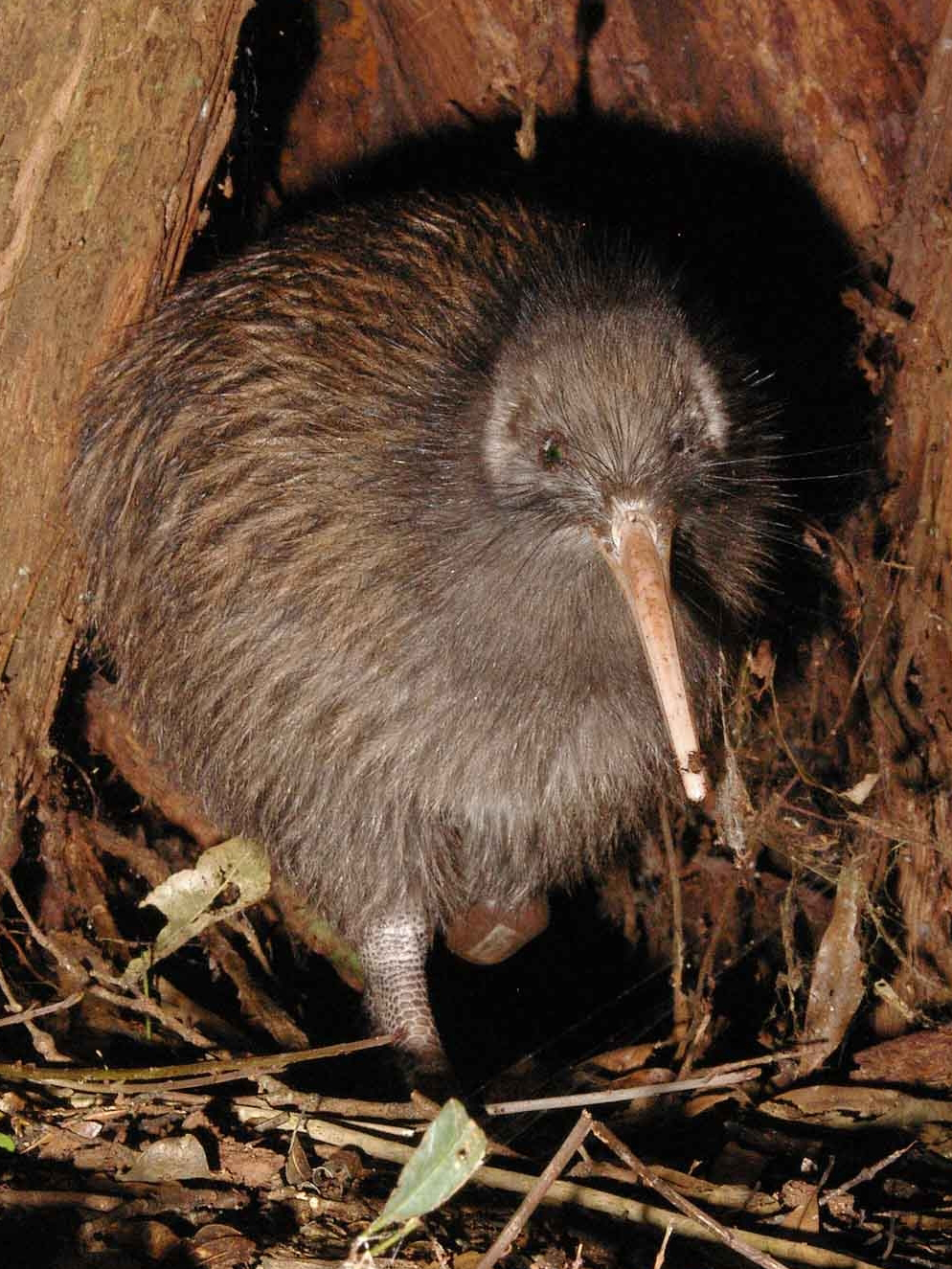
Північний ківі (Apteryx mantelli)

## Географія
Екорегіон помірних каурієвих лісів Нортленду охоплює північно-західну частину Північного острова Нової Зеландії, зокрема регіони Нортленд та Окленд, а також північну частину регіону Ваїкато. Тут розташоване місто Окленд, у агломерації якого проживає понад півтора мільйона людей, або майже третина населення країни. Решта Північного острова є частиною окремого екорегіону помірних лісів Північного острова.
Північний острів Нової Зеландії є частиною континенту Зеландія — фрагменту стародавнього суперконтиненту Гондвана. Зеландія відокремилася від Австралії 85-60 мільйонів років тому, однак була майже повністю затоплена водами Тихого океану приблизно 23 мільйони років тому. Субдукція Тихоокеанської плити під Індо-Австралійську плиту призвела до активного вулканізму та до підняття Північного острова.
На більшій частині півостровів Окленд та Коромандел переважають горбисті рівнини, над якими підіймаються невисокі вулканічні гори, такі як гори Коромандел. На півдні екорегіону лежать заболочені низовини Ваїкато та Хауракі. Поблизу узбережжя Північного острова зустрічаються численні невеликі вулканічні острови, найбільшими з яких є острови Барр'єр та Ваїхеке у затоці Хауракі.

## Клімат
В межах екорегіону домінує помірний морський клімат (Cfb за класифікацією кліматів Кеппена), однак на крайній півночі регіону спостерігається субтропічний вплив. Середньорічна температура в регіоні становить 14-16 °C і є найвищою у Новій Зеландії. Температура незначно змінюється протягом року: в Окленді влітку середня температура підіймається до 20 °C, а взимку опускається до 12 °C. Середньорічна кількість опадів на північному заході Нової Зеландії коливається від 1000 до 2500 мм, які рівномірно розподілені протягом року.

## Флора
Рослинний покрив екорегіону раніше був представлений помірними широколистяними лісами, у яких домінували новозеландські каурі (Agathis australis). Ці рослини є ендеміками Нової Зеландії і зустрічаються лише у теплих і вологих районах на північному заході Північного острова. Їх поточний ареал не простягається південніше 38-мої паралелі південної широти. Вони можуть жити до 2000 років і виростають понад 40 м заввишки. Дорослі дерева мають широкі крони та гладкі циліндричні стовбури з обхватом понад 13 м. У нижній половині стовбура гілки відсутні, найнижчі з них зазвичай розташовані на висоті 20 м над землею. Незважаючи на величезні розміри каурієвих дерев, вони мають відносно неглибоку, відкриту кореневу систему, що робить їх вразливими до вітру. Новозеландські каурі (Agathis australis) ростуть на різноманітних субстратах, від вулканічних ґрунтів до пісковиків, однак вони, як правило, домінують на вершинах хребтів та на ділянках, де переважають малородючі ґрунти, поступаючись мішаним лісам у більш родючих долинах. Каурієві дерева скидають кору, утворюючи шар на лісовій підстилці, товщина якого може досягати трьох футів. Раніше каурієві ліси вкривали більшу частину Нортленду, але наразі від них залишилися лише окремі ізольовані масиви. Найбільші збережені насадження новозеландських каурі знаходяться у Державному лісі Вайпуа поблизу Окленда.
У мішаних лісах екорегіону, окрім новозеландських каурі (Agathis australis), зустрічаються різні широколистяні дерева, зокрема волосолисті танекаха (Phyllocladus trichomanoides), лісові товаї (Pterophylla sylvicola), вересові кануки (Kunzea ericoides), високі реварева (Knightia excelsa), зубчасті хінау (Elaeocarpus dentatus) та ендемічні дерева тарайре (Beilschmiedia tarairi). Також у цих лісах зустрічаються деякі голонасінні дерева з родини Подокарпові (Podocarpaceae), зокрема новозеландські ріму (Dacrydium cupressinum), гірські тотари (Podocarpus laetus), іржасті міро (Prumnopitys ferruginea) та новозеландські кохекохе (Didymocheton spectabilis). Дорослі новозеландські каурі (Agathis australis) виступають як емерджентні дерева, що височіють над лісовим наметом, утвореним широколистяними та подокарповими деревами. Підлісок у каурієвих лісах доволі відкритий, оскільки каурієві дерева затіняють його. В підліску каурієвих лісів поширені сріблясті деревоподібні папороті (Alsophila tricolor), а також каурієва астелія (Astelia trinervia) та деякі інші види трав'янистих рослин.
У Новій Зеландії збереглося лише 8 % від початкової площі водно-болотних угідь, причому значна частина з них зосереджена в цьому екорегіоні. Серед найбільших водно-болотних угідь екорегіону слід відзначити болота Вангамаріно та торф'яники Копуатай, найбільші верхові болота Нової Зеландії, розташовані на рівнинах Хауракі. На болотах регіону поширені південні болотяні папороті (Thelypteris confluens), великоязикі орхідеї (Cryptostylis subulata) та різні види папоротей і осок. На болотах Вангамаріно ростуть білі кахікатеа (Dacrycarpus dacrydioides), найвищі дерева Нової Зеландії, а на торф'яниках Копуатай — зарості велетенського бамбукового очерету (Sporadanthus ferrugineus). Ендеміками водно-болотних угідь екорегіону є невиразні трітурії (Trithuria inconspicua). На морських узбережжях регіону трапляються найпівденніші у Новій Зеландії ділянки мангрових лісів, у яких домінують білі мангри (Avicennia marina).
Загалом в екорегіоні зустрічається понад 620 видів судинних рослин, з яких приблизно 60 видів є ендеміками. Рівень ендемізму найвищий серед рослин, поширених на півночі регіону Нортленд, що частково пояснюється різноманіттям ґрунтових субстратів, а також коливанням рівня моря у минулому, яке призводило до відокремлення та ізоляції деяких регіонів, таких як піщані дюни Те-Пакі та півострів Аупоурі від решти Північного острова. Відслонення ультраосновних порід є локальними центрами ендемізму, де зустрічається близько 12 ендемічних видів рослин. Велика кількість ендемічних та рідкісних видів також росте на невеликих острівцях, розташованих поблизу узбережжя Північного острова, таких як острови Трьох Королів та острови Бідних Лицарів. На островах Трьох Королів або Манаватавхі, розташованих за 56 км на північний захід від мису Реїнга, найпівнічнішої точки Північного острова, зустрічаються ендемічні елінгаміти Джонсона (Elingamita johnsonii), що належать до окремого монотипового роду, а також рідкісні трикоролівські каїкомако (Pennantia baylisiana) та трикоролівські акапукаеа (Tecomanthe speciosa).

## Фауна
У каурієвих лісах екорегіону зустрічається багато різноманітних птахів та інших тварин. Серед рідкісних птахів, поширених в лісах Нортленду, слід відзначити нелітаючого північного ківі (Apteryx mantelli), білоголового нестора (Nestor meridionalis), червонолобого какарікі (Cyanoramphus novaezelandiae), синьощокого коральника (Callaeas wilsoni) та довгоногого тоутоваї (Petroica longipes). Серед інших лісових птахів, поширених в регіоні, слід відзначити новозеландського пінона або кереру (Hemiphaga novaeseelandiae), морепорка (Ninox novaeseelandiae), священного альціона (Todiramphus sanctus), пое (Prosthemadera novaeseelandiae), новозеландського макомако (Anthornis melanura), сірого ріроріро (Gerygone igata), новозеландську віялохвістку (Rhipidura fuliginosa), великоголового тоутоваї (Petroica macrocephala) та сивоспинного окулярника (Zosterops lateralis). Новозеландські коелі (Urodynamis taitensis) та смугастощокі дідрики (Chrysococcyx lucidus) гніздяться в лісах регіону, однак взимку щороку мігрують до островів Океанії.
Наразі популяції птахів на Новій Зеландії стрімко скорочуються внаслідок хижацтва з боку численних інтродукованих хижаків, зокрема здичавілих котів (Felis catus), малих пацюків (Rattus exulans), сірих пацюків (Rattus norvegicus), чорних пацюків (Rattus rattus), горностаїв (Mustela erminea), лісових тхорів (Mustela putorius furo), малих ласиць (Mustela nivalis) та лисячих кузу (Trichosurus vulpecula). Поява цих тварин у Новій Зеландії вже призвела до вимирання низки місцевих видів птахів, зокрема новозеландських перепілок (Coturnix novaezelandiae), новозеландських еготело (Aegotheles novaezealandiae), новозеландських пастушків (Capellirallus karamu), новозеландських лунів (Circus teauteensis), новозеландських сов (Sceloglaux albifacies), чагарникових гонців (Xenicus longipes), північних піопіо (Turnagra tanagra), різнодзьобих гуй (Heteralocha acutirostris) та новозеландських круків (Corvus antipodum). Новозеландські баранці (Coenocorypha barrierensis), які раніше зустрічалися по всьому Північному острову, після колонізації Нової Зеландії полінезійцями та появи на острові малих пацюків (Rattus exulans) вимерли на більшій частині свого ареалу і збереглися лише на острові Літл-Барр'єр, однак наприкінці XIX століття вони вимерли і там. Велетенські північні моа (Pachyornis geranoides), широкодзьобі моа (Euryapteryx curtus), північні кремезні моа (Dinornis novaezealandiae) та чагарникові моа (Anomalopteryx didiformis), а також великі нелітаючі північні апторніси (Aptornis otidiformis) вимерли ще раніше, приблизно у XIV—XV століттях, внаслідок полювання на них з боку маорі.
Окрім птахів, у каурієвих лісах можна зустріти ендемічних безхребетних тварин, зокрема великих хижих каурієвих равликів (Paryphanta) та новозеландських лляних равликів (Placostylus ambagiosus). Єдиними місцевими ссавцями на Північному острові Нової Зеландії є два види кажанів: новозеландські лилики (Chalinolobus tuberculatus) та малі футлярокрили (Mystacina tuberculata), обидва з яких зустрічаються в екорегіоні. У вологій лісовій підстилці каурієвих лісів зустрічаються два види ендемічних примітивних жаб: північні лейопельми (Leiopelma hochstetteri) та лейопельми Арчі (Leiopelma archeyi).
Болота екорегіону є важливим середовищем проживання для різноманітних водоплавних та коловодних птахів. Однією з найважливіших водно-болотних систем Нової Зеландії є затока Темзи, у яку впадають річки Вайхоу та Піако. Тут зустрічається 74 види прибережних птахів, які іноді можуть утворювати зграї чисельністю до 40 000 особин, зокрема багато рідкісних маорійських пісочників (Charadrius obscurus) та близько половини популяції криводзьобих пісочників (Anarhynchus frontalis). Останні гніздяться на Південному острові, однак зимують у лагунах та на узбережжях Північного острова, як і новозеландські кулики-сороки (Haematopus finschi), тоді як новозеландські пірникози (Poliocephalus rufopectus) найчастіше зустрічаються на озерах, розташованих біля західного узбережжя екорегіону. Серед інших водно-болотних птахів, поширених в регіоні, слід відзначити австралійських широконісок (Spatula rhynchotis), австралійських крижнів (Anas superciliosa), світлогорлих чирянок (Anas gracilis), майже ендемічних каштанововолих чирянок (Anas chlorotis), мінливих галагазів (Tadorna variegata), новозеландських черней (Aythya novaeseelandiae), австралійських погоничів (Zapornia tabuensis), погоничів-крихіток (Porzana pusilla), строкатих куликів-довгоногів (Himantopus leucocephalus), тихоокеанських чепур (Egretta sacra), австралійських чепур (Egretta novaehollandiae), а також строкатобоких матат (Poodytes punctatus) та хижих південних лунів (Circus approximans). Раніше у водно-болотних угіддях регіону зустрічалися великі нелітаючі новозеландські гуски (Cnemiornis gracilis), качки Фінча (Chenonetta finschi), новозеландські савки (Biziura delautouri), новозеландські качки-лопатоноси (Malacorhynchus scarletti), новозеландські курочки (Tribonyx hodgenorum), новозеландські лиски (Fulica prisca) та північні такахе (Porphyrio mantelli), однак всі вони вимерли після появи у Новій Зеландії людей. Натомість близько 1000 років тому до Нової Зеландії були інтродуковані австралійські султанки (Porphyrio melanotus).
На морських узбережжях і прибережних острівцях зустрічаються мінливобарвні кулики-сороки (Haematopus unicolor), новозеландські мартини (Chroicocephalus novaehollandiae scopulinus), білолобі крячки (Sterna striata), бурі баклани (Phalacrocorax punctatus) та малі пінгвіни (Eudyptula minor), найменші пінгвіни світу, а у навколишніх водах — дуже рідкісні ендемічні новозеландські фрегети (Fregetta maoriana), північні тайфунники (Pterodroma gouldi), кліфові тайфунники (Pterodroma pycrofti), тайфунники Кука (Pterodroma cookii), чорні буревісники (Procellaria parkinsoni) та буревісники Бюлера (Ardenna bulleri), які гніздяться виключно або майже виключно на островах регіону. Прибережні острови є притулком для низки ендемічних та реліктових видів тварин. Деякі з них вимерли на материковій частині Нової Зеландії, однак збереглися на цих невеликих острівцях, вільних від щурів, котів та інших інтродукованих тварин, а деякі були навмисно переселені туди людьми з метою врятувати від неминучого вимирання на материку. До видів, які були навмисно випущені на невеликих прибережних острівцях і створили там стабільні популяції, належать такі рідкісні птахи, як малі ківі (Apteryx owenii), нелітаючі папуги какапо (Strigops habroptilus), північні тіко (Philesturnus rufusater) та гигі (Notiomystis cincta). Серед місцевих видів, поширених на цих островах, слід відзначити різноманітних плазунів, зокрема гатерію або туатару (Sphenodon punctatus), єдиного живого представника ряду дзьобоголових, більшість з яких вимерли наприкінці мезозою, а також гекона Дюваселя (Hoplodactylus duvaucelii) та шевронового сцинка (Oligosoma homalonotum). Острів Міддл площею 1,3 км², розташований в групі островів Мерк'юрі, відомий різноманіттям ящірок, яких тут зустрічається десять видів, а також деякими безхребетними — велетенськими багатоніжками (Cormocephalus rubriceps) завдовжки до 25 см та цвіркунами мотувета (Motuweta). Низка ендемічних плазунів, зокрема кремезні сцинки (Oligosoma alani), сцинки Вітакера (Oligosoma whitakeri), сцинки Макгрегора (Oligosoma macgregori), сцинки Олівера (Oligosoma oliveri), земляні сцинки моко (Oligosoma moco) та трикоролівські сцинки (Oligosoma fallai), зустрічаються на прибережних острівцях екорегіону.

## Збереження
Територія екорегіону тривалий час була найбільш густонаселеною частиною Нової Зеландії. У середині XIV століття регіон колонізували полінезійці, які почали активно використовувати його багаті ґрунти, а прибуття європейських поселенців призвело до масштабних вирубок лісів. З 12 000 км² каурієвих лісів Нортленду залишилося лише близько 800 км². Найбільшими масивами незайманих лісів є ліс Вайпуа поблизу Окленда та ліс Траунсон поблизу Аранги. Наразі вирубка каурієвих лісів припинилася, і їх залишки в регіон Нортленд та на півострові Коромандел охороняються державою.
Значною загрозою для збереження природи регіону є поширення інтродукованих хижаків, таких як пацюки, тхори та горностаї. Поява цих тварин у Новій Зеландії призвела до зникнення багатьох птахів та плазунів, хоча деякі з них збереглися на недоступних для хижаків прибережних острівцях. Поширення чужорідних видів рослин також є загрозою, особливо для Нортленду з його теплим кліматом. Водно-болотним угіддям екорегіону загрожує забруднення води внаслідок промислової і сільськогосподарської діяльності.
Оцінка 2017 року показала, що 3555 км², або 12 % екорегіону, є заповідними територіями. Природоохоронні території включають: Державний ліс Вайпуа, Каурієвий парк Траунсон, Лісовий парк Коромандел, Заповідний парк Аотеа, Природний заповідник Мокохінау, Морський заповідник островів Бідних Лицарів та Заповідник Те-Пакі. Болота Вангамаріно, торф'яники Копуатай та затока Темзи визнані Рамсарськими водно-болотними угіддями міжнародного значення. 